# 제3자를 위한 계약
제3자를 위한 계약은 예컨대 A가 B에게 가옥을 파는 매매계약 속에 '대금은 A의 차금의 대주(貸主) C(제3자)에게 B가 지급한다'와 같은 제3자 약관(約款)이 있으면 그 약관은 제3자를 위해서 하는 계약이다. 그리고 이것은 C가 B에게 이익향수(利益享受)의 의사를 표시하는 것을 정지조건으로 하여 표시의 때로부터 효력을 발생하며, C는 B에 대해서 직접 지급을 청구할 수가 있다(539조). 또 C는 이익향수를 강제받지는 않으므로 C가 수익을 거절하면 B는 역시 A에게, 혹은 A로부터 다시 지정된 D에게 지급하는 수도 있다. A가 을(乙) 보험회사와 보험계약을 맺고 C를 보험금 수취인으로 한 경우에 C는 수익의 의사표시 없이 당연히 수익하지만(상 639조), 그러나 제3자를 위하여 하는 계약의 일종으로 보아 무방하며, A는 C를 D로 변경할 수도 있다(상 733조 1항·2항 참조). 그 밖에 이 종류의 계약의 예시(例示)로서는 다음과 같은 경우를 들 수 있다. ① 차가인(借家人) A가 가주 C의 집세 인상에 불복하고 인상 전의 집세를 지참했던바, C가 영수하지 않으므로 집세를 공탁소에 공탁했을 경우(487조-491조). ② A로부터 B가 차금해서(598조, 599조, 602조, 603조, 604조 消費貸借契約) 변제(辨濟)는 B가 C에게 할 것을 계약하는 경우, ③ A로부터 B가 맡아 둔 물건을(693조-702조의 任置契約) B가 C에게 반환하는 경우, 그리고 ④ A가 B에게 증여하고, B가 C를 보살펴 주기로 계약하는 경우(負擔附贈與) 등이다.

## 사례
주택건설사업을 공동으로 시행하는 주택조합과 등록업자는 단순한 도급인과 수급인의 관계에 그치는 것이 아니라 공동으로 주택건설사업을 시행하기 위하여 민법상 조합에 유사한 단체를 결성한다고 보아야 한다. 따라서 주택건설사업의 공동사업주체들이 공동사업계약을 체결하면서 그 계약체결 이전에 공동사업주체들 중 1인과 제3자 사이에 이루어진 법률행위를 공동사업의 목적을 달성하는 데 필요한 행위로 인정하고, 그 법률행위에 기하여 제3자로부터 취득하게 되는 권리를 그 공동사업에 이용하기로 하는 한편 제3자에 대하여 부담하기로 한 채무를 이행하기로 약정한 경우에는, 이는 그 법률행위에 의하여 제3자에게 부담하고 있는 채무를 민법상 조합에 유사한 단체로서의 공동사업주체들 전원이 병존적으로 인수하기로 하는 내용의 제3자를 위한 계약에 해당한다

## 판례

### 제3자를 위한 계약인지 여부의 판단방법
어떤 계약이 제3자를 위한 계약에 해당하는지 여부는 당사자의 의사가 그 계약에 의하여 제3자에게 직접 권리를 취득하게 하려는 것인지에 관한 의사해석의 문제로서 이는 계약체결의 목적, 계약에 있어 당사자의 행위의 성질, 계약으로 인하여 당사자 사이 또는 당사자와 제3자 사이에 생기는 이해득실, 거래관행, 제3자를 위한 계약제도가 갖는 사회적 기능 등 제반사정을 종합하여 계약당사자의 의사를 합리적으로 해석함으로써 판별할 수 있다

## 참고 문헌
- 최문기, 제3자를 위한 계약에 관한 판례의 동향, 경성대학교 법학연구소, 경성법학.

## 같이 보기
- 대한민국 민법 제539조